# Бабяк (гмина)
Бабяк (пол. Babiak) — сельская гмина (волость) в Польше, входит как административная единица в Кольский повет, Великопольское воеводство. Население — 7933 человека (на 2006 год).

## Соседние гмины
1. Гмина Гжегожев
2. Гмина Избица-Куявска
3. Гмина Клодава
4. Гмина Коло
5. Гмина Осек-Малы
6. Гмина Пшедеч
7. Гмина Сомпольно
8. Гмина Топулька
9. Гмина Вежбинек

## Населённые пункты
- Брдов